# Mayaca wrightii
Mayaca wrightii är en gräsväxtart som beskrevs av August Heinrich Rudolf Grisebach. Mayaca wrightii ingår i släktet Mayaca och familjen Mayacaceae.
Artens utbredningsområde är Kuba. Inga underarter finns listade i Catalogue of Life.